# 建山镇
建山镇，是中华人民共和国江西省宜春市高安市下辖的一个乡镇级行政单位。

## 行政区划
建山镇下辖以下地区：
建山街社区、新村社区、东风社区、东村社区、伍家社区、桥头社区、民兴社区、团结社区、东江社区、山背社区、牌楼村、下坊村、龙城村、枫林村、兴民村、新桥村、长安村、坎头村、英岭村、云堆村、上前村和青山村。